# 福建颈斑蛇
福建颈斑蛇（学名：Plagiopholis styani）为游蛇科颈斑蛇属的爬行动物，俗名颈瘢蛇。分佈於中国大陆和台灣等地，常生活于高山森林和竹林中。该物种的模式产地在福建挂墩（位于福建武夷山市星村镇）。

## 特徵
福建颈斑蛇為小型蛇類，身長約40公分。頭部細小，頸部不明顯，其上有一黑色橫帶，全身為橄欖灰色，有一些細小的黑色花紋。

## 習性
福建颈斑蛇棲息在山區的森林底層、枯葉堆中。在台灣發現的數量不多，只侷限分佈在北部海拔600-1500區域（如：陽明山、烏來深山、北橫公路東段）等地區。

## 保护
本种于2023年被收录入《有重要生态、科学、社会价值的陆生野生动物名录》。